# Молоденово (Московская область)
Молоденово — деревня в Одинцовском районе Московской области России. Входит в сельское поселение Назарьевское. Население 7 человек на 2006 год. До 2006 года Молоденово входило в состав Назарьевского сельского округа.
Деревня расположена в центральной части района, на правом берегу реки Вязёмка, в 13 километрах на запад от Одинцово, высота центра над уровнем моря 168 м.
Впервые в исторических документах деревня встречается в писцовой книге 1624 года. По Экономическим примечаниям 1800 года в деревне было 13 дворов, 56 душ мужского и 53 женского пола. На 1852 год в деревне Молоденово числилось 15 дворов, 57 мужчин и 66 женщин, в 1890 году — 128 человек. По Всесоюзной переписи 17 декабря 1926 года числилось 32 хозяйства и 142 жителя, по переписи 1989 года — 15 хозяйств и 16 жителей.

## История
Административно-территориальная принадлежность:
12 июля 1929 — 25 января 1952 года — деревня Успенского сельсовета Звенигородского района Московской области.
25 января 1952 — 7 декабря 1957 года, 18 августа 1960 — 1 февраля 1963 года — деревня Назарьевского сельсовета Звенигородского района Московской области.
7 декабря 1957 — 18 августа 1960 года — деревня Назарьевского сельсовета Кунцевского района Московской области.
1 февраля 1963 — 11 января 1965 года — деревня Назарьевского сельсовета Звенигородского укрупнённого сельского района Московской области.
11 января 1965 — 3 февраля 1994 года — деревня Назарьевского сельсовета Одинцовского района Московской области.
3 февраля 1994 — 29 ноября 2006 года — деревня Назарьевского сельского округа Одинцовского района Московской области.
29 ноября 2006 — 20 февраля 2019 года — деревня Назарьевского территориального отдела Одинцовского района Московской области.
20 февраля — 9 апреля 2019 года — деревня города Одинцово Одинцовского района Московской области.
С 9 апреля 2019 года по настоящее время — деревня города Одинцово Московской области.